# Leopoldamys ciliatus
Leopoldamys ciliatus — вид пацюків (Rattini) з південно-східної Азії.

## Морфологічна характеристика
Довжина голови й тулуба від 215 до 255 мм, довжина хвоста від 300 до 390 мм, довжина лапи від 45 до 55 мм, довжина вуха вух від 25 до 32 мм, вага до 425 грамів. Шерсть коротка і гладка. Верх темно-коричневий. Черевні частини білі. Лінія поділу вздовж боків чітка. Вуха помірно довгі, круглі, безшерсті. Вуса дуже довгі та численні. Зовнішня частина ніг темно-коричнева, іноді з білою поздовжньою смужкою. Хвіст значно довший за голову і тіло, рівномірно темний, укритий рідкісними короткими волосками.

## Поширення й екологія
Цей вид проживає в гірських лісах Суматри, Індонезії та півострова Малайзії, зазвичай вище 1000 м. Це наземний і, можливо, деревний, всеїдний вид, який зустрічається в первинних і деградованих тропічних вологих лісах.

## Загрози й охорона
У середовищі проживання цього виду вирубують ліси для деревини, дров і переробляють на сільськогосподарські угіддя. Він присутній у низці заповідних територій.